# ویتو دآزیو
ویتو دآزیو (به ایتالیایی: Vito d'Asio) یک کومونه در ایتالیا است که در استان پوردنونه واقع شده‌است. ویتو دآزیو ۵۳٫۷ کیلومتر مربع مساحت و ۷۷۶ نفر جمعیت دارد و ۳۲۰ متر بالاتر از سطح دریا واقع شده‌است.